# JS Kirishima (DDG-174)
JDS Kirishima (DDG-174) là một tàu chiến thuộc lớp Kongō có tên lửa dẫn đường hủy diệt thuộc biên chế 
Lực lượng Tự vệ Biển Nhật Bản (JMSDF). Kirishima là tên của Núi Kirishima.
Tàu đã được Mitsubishi Heavy Industries đặt lườm tại Nagasaki, Nagasaki vào ngày 7 tháng 4 năm 1992, ra mắt vào ngày 19 tháng 8 năm 1993; và được giao nhiệm vụ vào ngày 16 tháng 3 năm 1995.
Dựa vào căn cứ JMSDF trong Yokosuka, Kanagawa, vào năm 2014 nó là soái hạm của Đô đốc Hải quân Hidetoshi Iwasaki.

## Lịch sử
Năm 2003, Kirishima được triển khai tới Ấn Độ Dương để hỗ trợ hậu cần cho các lực lượng Mỹ tham gia vào Chiến tranh chống khủng bố. Điều này đã thúc đẩy một số phe phản đối bao gồm cả các cuộc phản kháng và tàu chở hàng của người biểu tình cố gắng để ngăn chặn tàu rời cảng của mình tại Yokosuka. It was later replaced in the deployment by the destroyer JS Kongō.
Kirishima được sửa chữa tại Nagasaki bổ sung hệ thống phòng thủ tên lửa Aegis (BMD) cho bộ vũ khí của nó.
Con tàu này là một trong số một số trong đội tàu của JMSDF tham gia cứu trợ thiên tai sau khi xay ra Động đất và sóng thần Tōhoku 2011.
Con tàu cũng được triển khai để chuẩn bị cho việc Triều Tiên ra mắt tên lửa Kwangmyŏngsŏng-3 vào tháng 3 năm 2012.
Vào năm 2014 nó đã tham gia vào các cuộc tập trận Keen Sword 15 với Mỹ. Con tàu chịu trách nhiệm bảo vệ USS George Washington, các tàu sân bay Hoa Kỳ sau đó chuyển tiếp-triển khai sang Nhật Bản.

## Xuất hiện trong các phương tiện truyền thông
Con tàu này đã xuất hiện trong Chiến dịch Vividred Nhật Bản năm 2013, cùng với cùng lớp Kongō (DDG-173) trong một đội đặc nhiệm liên minh chống lại cuộc xâm lăng của người ngoài hành tinh.
Nổi bật trong video âm nhạc "ナノ (nano) feat. MY FIRST STORY - SAVIOR OF SONG", 
bài hát mở đầu cho anime "Arpeggio of Blue Steel - Ars Nova" of the manga series, 蒼き鋼のアルペジオ (Aoki Hagane no Arpeggio)